# Elvis Rexhbeçaj
Elvis Rexhbeçaj (Prizren, 1 november 1997) is een Kosovaars-Duits voetballer, die uitkomt als centraal middenvelder. In juli 2017 stroomde hij door uit de jeugd van VfL Wolfsburg. In de winterstop van seizoen 2019/2020 werd hij uitgeleend aan 1. FC Köln.

## Clubcarrière
Rexhbeçaj startte zijn loopbaan bij de jeugd van Brandenburger SC Süd 05. In 2010 verruilde hij de jeugd van Brandenburger Süd voor de jeugd van VfL Wolfsburg. Daar promoveerde hij in het seizoen 2017/18 door naar de eerste ploeg. Op 28 januari 2018 maakte hij zijn debuut in de Bundesliga. Van coach Martin Schmidt mocht hij zes minuten voor tijd Daniel Didavi komen vervangen in de met 0–1 gewonnen wedstrijd tegen Hannover 96. Op 20 januari 2019 scoorde hij in de Veltins-Arena zijn eerste doelpunt in de met 2–1 verloren wedstrijd tegen FC Schalke 04.

## Clubstatistieken
| Seizoen     | Club          | Competitie  | Competitie | Competitie | Competitie | Beker | Beker | Beker | Internationaal | Internationaal | Internationaal | Totaal | Totaal | Totaal |
| Seizoen     | Club          | Competitie  | Wed.       | Dlp.       | Ass.       | Wed.  | Dlp.  | Ass.  | Wed.           | Dlp.           | Ass.           | Wed.   | Dlp.   | Ass.   |
| ----------- | ------------- | ----------- | ---------- | ---------- | ---------- | ----- | ----- | ----- | -------------- | -------------- | -------------- | ------ | ------ | ------ |
| 2017/18     | VfL Wolfsburg | Bundesliga  | 4          | 0          | 0          | 0     | 0     | 0     | —              | —              | —              | 4      | 0      | 0      |
| 2018/19     | VfL Wolfsburg | Bundesliga  | 24         | 2          | 2          | 2     | 0     | 0     | —              | —              | —              | 26     | 2      | 2      |
| 2019/20     | VfL Wolfsburg | Bundesliga  | 0          | 0          | 0          | 1     | 0     | 0     | 1              | 0              | 0              | 2      | 0      | 0      |
| Club Totaal | Club Totaal   | Club Totaal | 28         | 2          | 2          | 3     | 0     | 0     | 1              | 0              | 0              | 32     | 2      | 2      |
| 2019/20     | → 1.FC Köln   | Bundesliga  | 13         | 0          | 4          | 0     | 0     | 0     | —              | —              | —              | 13     | 0      | 4      |
| 2020/21     | → 1.FC Köln   | Bundesliga  | 30         | 5          | 2          | 3     | 2     | 1     | —              | —              | —              | 33     | 7      | 3      |
| Club Totaal | Club Totaal   | Club Totaal | 43         | 5          | 6          | 3     | 2     | 1     | 0              | 0              | 0              | 46     | 7      | 7      |
| 2021/22     | → VfL Bochum  | Bundesliga  | 32         | 0          | 0          | 4     | 0     | 2     | —              | —              | —              | 36     | 0      | 2      |
| Club Totaal | Club Totaal   | Club Totaal | 32         | 0          | 0          | 4     | 0     | 2     | 0              | 0              | 0              | 36     | 0      | 2      |
| 2022/23     | FC Augsburg   | Bundesliga  | 31         | 0          | 0          | 2     | 0     | 1     | —              | —              | —              | 33     | 0      | 1      |
| 2023/24     | FC Augsburg   | Bundesliga  | 25         | 2          | 0          | 1     | 0     | 0     | —              | —              | —              | 26     | 2      | 0      |
| 2024/25     | FC Augsburg   | Bundesliga  | 20         | 1          | 1          | 4     | 1     | 0     | —              | —              | —              | 24     | 2      | 1      |
| Club Totaal | Club Totaal   | Club Totaal | 76         | 3          | 1          | 7     | 1     | 1     | 0              | 0              | 0              | 83     | 4      | 2      |
| TOTAAL      | TOTAAL        | TOTAAL      | 179        | 10         | 9          | 17    | 3     | 4     | 1              | 0              | 0              | 197    | 13     | 13     |

Bijgewerkt op 6 maart 2019.